# Giuliano Cotellessa

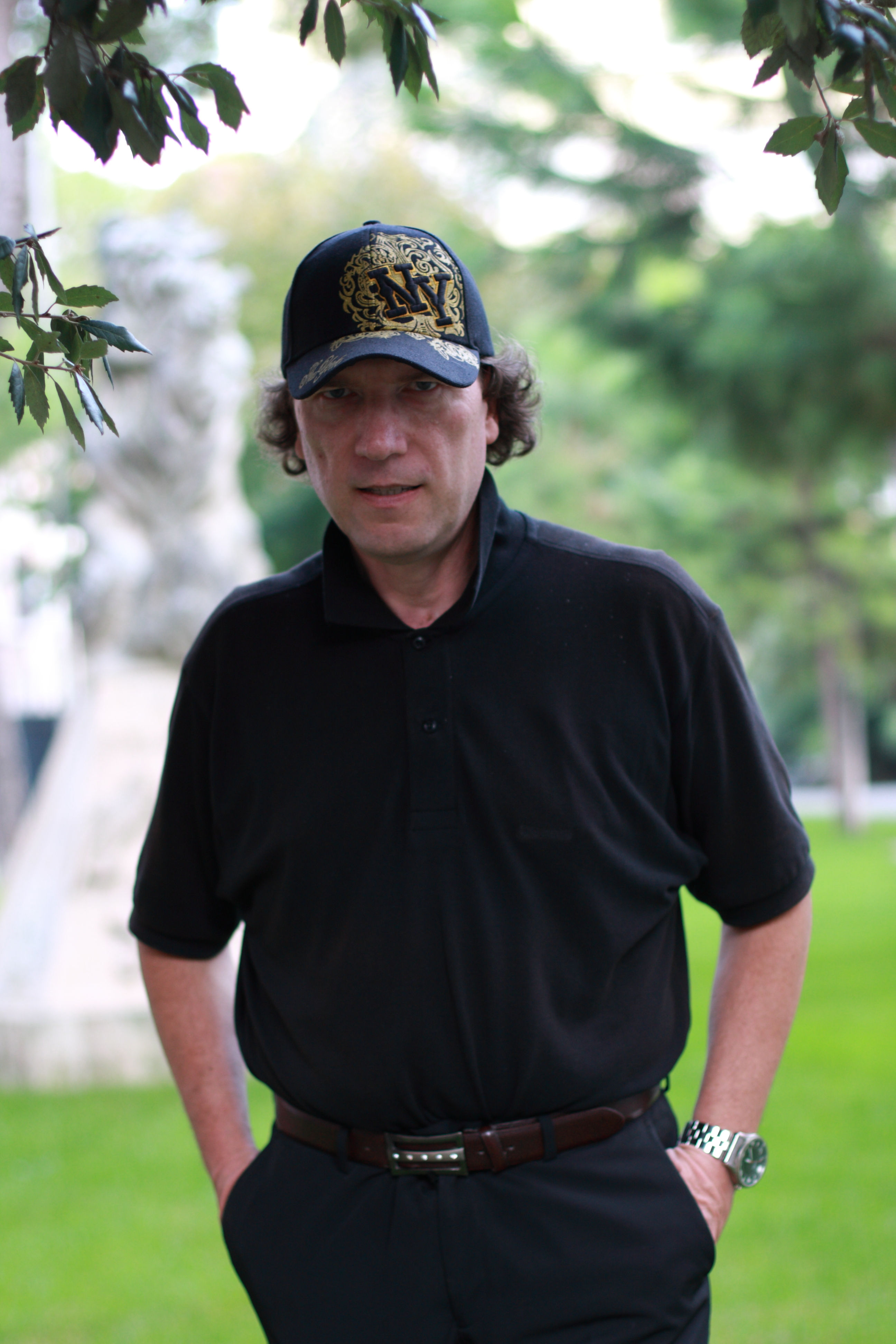
Giuliano Cotellessa a Roma nel 2012

Giuliano Cotellessa (Pescara, 1º novembre 1962) è un pittore e artista italiano.

## Biografia
Giuliano Cotellessa fin dall'adolescenza respira l'arte attraverso il padre, il pittore figurativo Nicola Cotellessa, e il nonno Giuseppe Cotellessa, professore di disegno presso le scuole superiori. Consegue il diploma di maturità quinquennale presso il Liceo Artistico Statale di Pescara dove è stato allievo dell'artista di fama internazionale Ettore Spalletti da cui apprende la lezione della luce, della forma e del colore. Successivamente frequenta la Facoltà di Architettura della città adriatica.
Da ragazzo è vicino agli ambienti ecclesiastici dove ha modo di conoscere cardinali, vescovi e alcuni frati dell'ordine francescano che lo indirizzano nella vita spirituale e artistica. Svolge il servizio militare nel Battaglione San Marco come incursore della Marina Militare. Terminata la parentesi del militare rimane a Roma, dove frequenta le gallerie di punta e i musei. Conosce tra gli altri i pittori Tano Festa e Enrico Manera, esponenti di spicco della cosiddetta Pop Art romana, e Piero Dorazio, fondatore del Gruppo Forma 1. Nel corso degli anni rincontrerà più volte il pittore Dorazio e andrà anche a trovarlo alcune volte nel suo studio di Todi. 
Si reca a Parigi dove visita la mostra del transavanguardista Nicola De Maria presso la Galleria Maeght Lelong e rimane affascinato dagli stupendi affreschi di poesia colorata e di grande spiritualità, da cui rimane influenzato. Studia approfonditamente e con serietà le avanguardie storiche del Novecento Italiano e internazionale in particolar modo le secessioni astratte che si sono succedute nel corso del secolo, a partire dal gruppo del Milione di Milano per arrivare alla Transavanguardia di Achille Bonito Oliva e i Nuovi-nuovi di Renato Barilli e a livello internazionale l'Astrazione Americana con i suoi maggiori interpreti, per dare vita alla sua ricerca innovativa e al passo con i tempi.

## Attività artistica
Il suo esordio come artista risale al 1989 con l'Invito alla decima biennale del Premio Penne a cura di Antonio Gasbarrini e Renzo Margonari, accanto ai maggiori artisti abruzzesi del momento, quali Ettore Spalletti, Franco Summa, Elio Di Blasio, Alfredo Del Greco, Pasquale Di Fabio e altri. 
Giuliano Cotellessa ha allestito 40 mostre personali, in musei, gallerie, e spazi pubblici nazionali e internazionali. La prima mostra personale risale al 1990 presso la Galleria L'Idioma di Ascoli Piceno, con testi in catalogo di Giuseppe Rosato e Isabella Monti. Segue la personale presso la "Galleria del Vicolo Quartirolo" di Bologna con presentazione critica in catalogo del Professore Matteo D'Ambrosio. Viene invitato alla 42ma edizione del Premio Salvi di Sassoferrato dove vince il secondo premio e l'opera viene acquisita dalla Galleria Civica di Sassoferrato. Nel 1992 tiene una mostra personale presso il Museo casa natale Gabriele D'Annunzio di Pescara con testo critico in catalogo dello storico di Ascoli Piceno Carlo Melloni. Nel 1994 vi è un importante mostra personale presso la Fondazione F.P. Michetti di Francavilla al Mare con testi in catalogo del Professore Leo Strozzieri e del Maestro Achille Pace. Tiene altre mostre personali di rilievo presso il Museo delle genti d'Abruzzo di Pescara a cura di Leo Strozzieri, presso la Galleria comunale d'arte contemporanea di Teramo a cura del Professore Sandro Melarangelo e Achille Pace, quella presso la Palazzina Azzurra di San Benedetto del Tronto, la grande mostra Antologica presso L'ex Aurum di Pescara  con testi in catalogo del Premio Oscar Ennio Morricone, Erminia Turilli, Francesco Nuvolari, Emiliano Giannetti, Giorgio Dorazio, Armando Ginesi, Enrico Manera e Achille Pace, con un grande successo di pubblico. La bipersonale con il professore Leonardo Santoli di Bologna presso la Galleria AxA di Campobasso e la Mostre presso la Galleria Puccini di Ancona e presso il Museo Crocetti di Roma a cura dello storico Roberto Gramiccia di Roma sono altri momenti importanti della sua carriera. Giuliano Cotellessa è stato invitato a oltre 250 mostre collettive in tutto il mondo curate da critici nazionali e internazionali. Tra i premi più importanti a cui è stato invitato possiamo ricordare il 52º Premio Termoli, mostra internazionale d'Arte contemporanea, Galleria civica d'arte contemporanea a Termoli; il 40° Premio Vasto Mostra Nazionale d'Arte Contemporanea, Musei Civici di Palazzo D'Avalos, (Vasto); il 24º e il 33º Premio Sulmona, la rassegna Internazionale d'Arte Contemporanea, il 25º e 37º Premio Valle Roveto, Rassegna Internazionale d'Arte Contemporanea; il 41° e 42° Premio G.B.Salvi e Piccola Europa Sassoferato (AN); il 7° e 8° Premio Internazionale Limen Archiviato il 29 luglio 2019 in Internet Archive. Arte Vibo Valentia; il 12° e il 13° Trasalimenti per L'arte Contemporanea Rocca Calascio (L'Aquila); la V Triennale Arte Sacra Jesi; la X Mostra Stanze Aperte Altidona (AP); Linee di Ricerca Omaggio a Osvaldo Licini Sala del Bramante Fermignano (PU); la X biennale d'Arte Città di Penne; Mostra d'arte contemporanea "Via col vento" (Treviso) a cura di Edoardo Di Mauro.;La Formazione dell'uno, 150 artisti per l'unità d'Italia: quinta edizione a cura di Mimma di Pasqua e Franco Gordano galleria Vertigo (Cosenza);Partecipa a diverse edizioni della mostra Pescarart presso il Museo d'arte moderna Vittoria Colonna di Pescara  e alla mostra d'arte contemporanea "Avanguardie Discrete": omaggio alla Scuola Romana di Piazza del Popolo a cura di Galleria Soligo e Gian Ruggero Manzoni. Dannunziana parco dei Priori, Fossacesia (CH) e sala celeste, Bologna, a cura di Bruno Bandini. Cento artisti per Carditello, Palazzo Mazziotti. Caiazzo, a cura di Massimo Sgroi ed Enzo Battara.. Il giro del mondo in 80 opere, Palazzo De Petra, Castel di Sangro (AQ), a cura di Gian Ruggiero Manzoni. "La scienza del fare", Palazzetto dei nobili, L'aquila, a cura di Gian Ruggiero Manzoni, omaggio a Enrico Manera e Alberto Parres.
All'estero si ricordano la II Biennal de Art De Milheiros Maia, Porto (Portogallo) e la Mostra Big Apple New York Boyer Foundation Hudson Park Branch (Stati Uniti D'America).

### L'incontro con il premio Oscar Ennio Morricone
Giuliano Cotellessa incontra, nel 2006, il Premio Oscar Ennio Morricone, autore di oltre 500 colonne sonore per il cinema mondiale, che scrive per lui un memorabile testo critico-musicale sulle sue opere. Archiviato il 18 luglio 2016 in Internet Archive.

## Musei - Spazi pubblici - Gallerie
Giuliano Cotellessa è presente nei seguenti musei e spazi pubblici e privati:
- Museo Civico Diocesano di Jesi.
- Museo dell'Erotismo di Salerno.
- Museo Civico Sassoferrato (AN).
- Museo Civico Guglionesi (CB).
- Musei Civici San Benedetto Del Tronto (AP).
- Museo Civico San Martino In Pensilis (CB).
- Museo Civico Pianella (PE).
- Museo dell'Etichetta Cupramontana (AN).
- Museo Mail Art Palazzetto Dei Nobili (AQ).
- Museo Del Biroccio Filottrano.
- Museo Pieve Torina (MC).
- Museo Belvedere Ostrense (AN).
- Museo Nazionale Limen Di Vibo Valentia.
- Museo Dell'Arte Contadina (Sperlinga).
- Museo Quartu Sant'Elena (CA).
- Museo Mucaco Loreto Aprutino (PE)
- Boyer Foundation (New York)
- Cattedrale San Cetteo (Pescara).
- Camera Di Commercio (Chieti).
- Comune di Avezzano.
- Sala Celeste (Bologna).
- Agenzia Snai di Montesilvano (PE).
- Spazio Il Pettine di Vittorio Veneto (TN).
- Galleria Il Triangolo (Cosenza)
- Galleria L'idioma (Ascoli Piceno).
- Galleria Vertigo Arte (Cosenza).
- Galleria il Campo Campomarino (CB)
- Galleria Respirart Giulianova (TE)